# Бојаново
Бојаново (пољ. Bojanowo) град је у Пољској у равицком повјату (Војводство Великопољска). Овај град је и седиште општине Бојаново. У Бојанову живи око 3 000 људи.
Као део области Велике Пољске, односно колевке пољске државе, област је била део Пољске од њеног оснивања у 10. веку. Бојаново је добило градско право 1638. године. 1815. године припојен је Пруској. После Првог светског рата, Пољска је повратила независност и контролу над градом. Током немачке окупације Пољске, децембра 1939. године, окупатори су извршили протеривање Пољака, углавном занатлија, поштанских радника и интелигенције са целим породицама, као и неколико локалних Јевреја. У јуну 1944. Гестапо је ухапсио и команданта и заменика команданта локалне јединице Домаће војске, који су потом били подвргнути бруталним испитивањима, а на крају послани у концентрационе логоре и тамо убијени.
Локални фудбалски клуб је Рух Бојаново. Такмичи се у нижим лигама.

## Демографија
| 2021. |
| ----- |
| 2.895 |